# Каньйон Іо
Каньйон Іо (лат. Ius Chasma) — це великий каньйон у квадранглі Coprates на планеті Марс, розташований за координатами 7° південної широти і 85,8° західної довготи. Його довжина становить близько 938 км, а свою назву він отримав від назви класичної деталі альбедо.

## Система каньйонів Valles Marineris

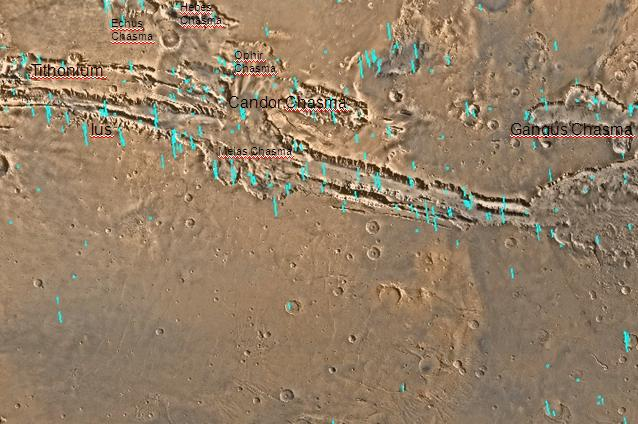
Мапа квадрангла Coprates, на якій показано деталі Valles Marineris — найбільшої системи каньйонів у Сонячній системі. Деякі з цих каньйонів могли колись бути наповненими водою.

Ius Chasma — це основна частина Valles Marineris, найбільшої системи каньйонів у Сонячній системі; цей величезний каньйон, якщо б він був на Землі, простягався б уздовж усієї території США. Каньйон починається з Noctis Labyrinthus у квадранглі Phoenicis Lacus, і завершується каньйонами Capri та Eos (на півдні) у квадранглі Margaritifer Sinus. Слово chasma було прийнято Міжнародним астрономічним союзом на позначення видовженої депресії зі стрімкими краями. Долини Марінера було відкрито й названо на честь місії Марінера-9. Простягаючись на схід від Noctis Labyrinthus, величезний каньйон ділиться на два жолоби — Tithonium та Ius Chasma на півдні. Посередині цієї системи розташовані дуже широкі долини Ophir Chasma (на півночі), Candor Chasma, і Melas Chasma (на півдні). Далі на схід натрапляємо на Coprates Chasma. І наприкінці його долина розширюється, утворюючи Capri Chasma на півночі й Eos Chasma на півдні. Стіни каньйонів часто містять багато шарів. Дно деяких каньйонів містить масштабні відкладення нашарованих порід. Деякі дослідники вважають, що ці шари утворилися тоді, коли каньйони були наповнені водою. Каньйони дуже глибокі й довгі. Місцями їх глибина сягає 8-10 кілометрів. (Для порівняння, глибина Великого каньйону на Землі становить лиш 1.6 км.)

## Шари
На знімках порід у стінах каньйонів майже завжди видно шари. Деякі шари виглядають міцнішими за інші. На виконаному HiRISE знімку шарів у Ganges Chasma нижче можна побачити, що верхні, світліші відкладення, зазнають ерозії значно швидше, аніж нижчі, темніші шари. Деякі скелі на Марсі теж містять трохи темніших шарів, що вибиваються назовні, а часто й розбиваються на великі уламки; вчені вважають, що це — тверді вулканічні породи, тоді як інші — це м'які відкладення вулканічного попелу. Зважаючи на близькість до вулканічної провінції Тарсис, шари порід могли утворюватись, шар за шаром, із лавових потоків, ймовірно перемішаних із відкладеннями вулканічного попелу, що осідав із повітря після великих вивержень. Дуже ймовірно, що шари порід у стінах зберігають інформацію про тривалу геологічну історію Марса. Темні шари могли утворитися із потоків темної лави. Темні вулканічні базальтові породи є поширеними на Марсі. Однак світлі відкладення могли утворюватися у річках чи озерах, із вулканічного попелу чи навіяних вітром відкладень піску або пилу. Марсоходи виявили, що світлі породи містять сульфати. Зважаючи на те, що вони, ймовірно, утворилися у воді, відкладення сульфатів становлять значний інтерес для науковців, оскільки можуть містити сліди давнього життя.
|                                                         |
| Ius Chasma, знімок HiRISE. Клацніть, щоб побачити шари. |

|                                                                              |
| Шари на дні Ius Chasma, знімок HiRISE. Лінія масштабу відповідає 500 метрам. |

|                                                                               |
| Столова гора Ius Chasma, знімок HiRISE. Лінія масштабу відповідає 500 метрам. |

|                                                          |
| Ius Chasma, знімок з апарата Mars Reconnaissance Orbiter |

## Тривалі опади

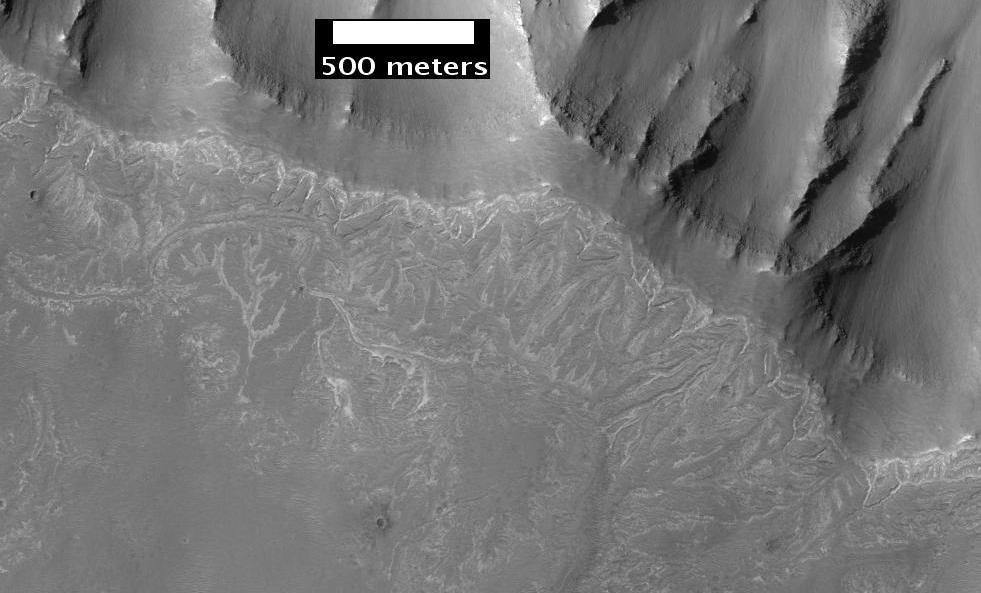
Канали біля стінки Ius Chasma, знімок HiRISE. Візерунок і висока густота цих каналів підтримують припущення, що опади були причиною появи водних потоків тут. Розташування — квадрангл Coprates.

У виданні журналу Icarus за січень 2010, в одному дослідженні було описано переконливі аргументи, на підтримку припущення про тривалі опади в регіоні Ius Chasma. Типи мінералів, виявлених тут, теж асоціюються з водою. Крім того, висока густота невеличких відгалужень каналів свідчить про значні об'єми опадів, оскільки вони є такими ж, як і канали потоків на Землі.